# Amtsgericht Tostedt

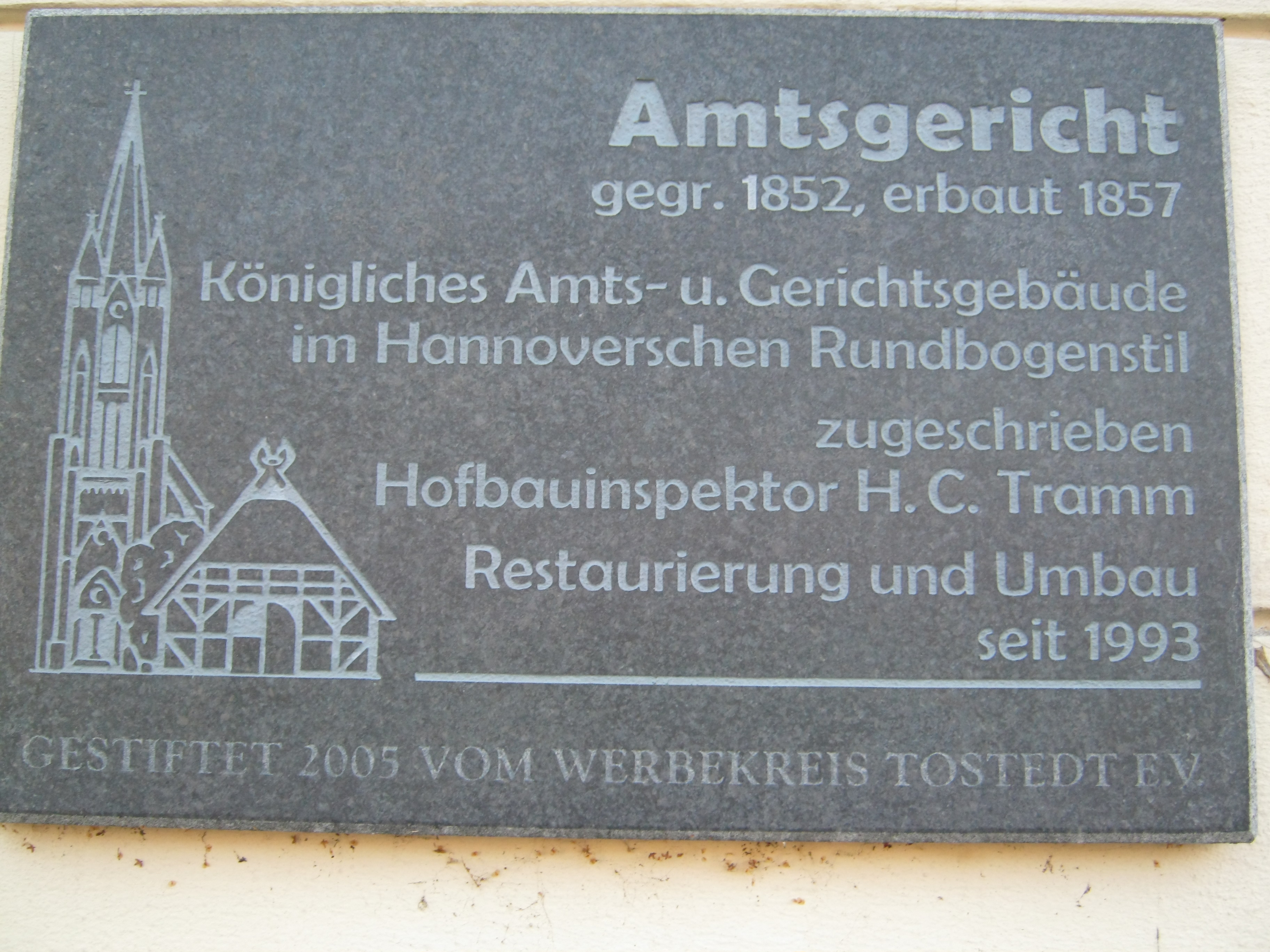
Hinweistafel am Amtsgericht Tostedt

Das Amtsgericht Tostedt ist eines von acht Amtsgerichten im Landgerichtsbezirk Stade und hat seinen Sitz im niedersächsischen Tostedt.

## Übergeordnete Gerichte
Dem Amtsgericht Tostedt sind im Instanzenzug das Landgericht Stade, das Oberlandesgericht Celle sowie der Bundesgerichtshof in Karlsruhe übergeordnet.

## Gerichtsbezirk
Das Amtsgericht Tostedt ist räumlich zuständig für die Stadt Buchholz und die Gemeinden Hollenstedt, Jesteburg, Neu Wulmstorf, Rosengarten und Tostedt.

## Geschichte
Mit dem am 1. Oktober 1852 in Kraft tretenden hannoverschen Gerichtsverfassungsgesetz vom 8. November 1850 wurden Verwaltung und Justiz endgültig voneinander getrennt und Amtsgerichte wurde als unterste Gerichte geschaffen. So auch das Amtsgericht Tostedt, das dem Obergericht Lüneburg nachgeordnet war. Nur kurz darauf wurde das Amtsgericht Lauenbrück aufgehoben und der Vogtei Tostedt zugeschlagen. Ebenfalls 1852 wurde die Vogtei Tostedt zunächst in das Amt Moisburg eingeordnet. Nach längeren Streitigkeiten wurde der Amtssitz 1859 von Moisburg nach Tostedt verlegt und das Amt Tostedt erschaffen. Im Jahre 1885 wurde das selbstständige Amt Tostedt im Rahmen von Landkreisneubildungen dem Landkreis Harburg unterstellt. Das Amtsgericht blieb dennoch erhalten.

## Gerichtsgebäude
Das Gericht ist in einem Gebäude an der Straße Unter den Linden untergebracht.